# Mnichovohradišťská kotlina
Mnichovohradišťská kotlina je geomorfologický okrsek v západní části Turnovské pahorkatiny ležící v okresech Mladá Boleslav, Liberec a Semily. Území okrsku má protáhlý tvar víceméně ve směru SV–JZ, a vymezují ho v severní části město Turnov a v jižní části města Mnichovo Hradiště a Bakov nad Jizerou. Okrsek na délku protíná dálnice D10 Praha – Turnov.

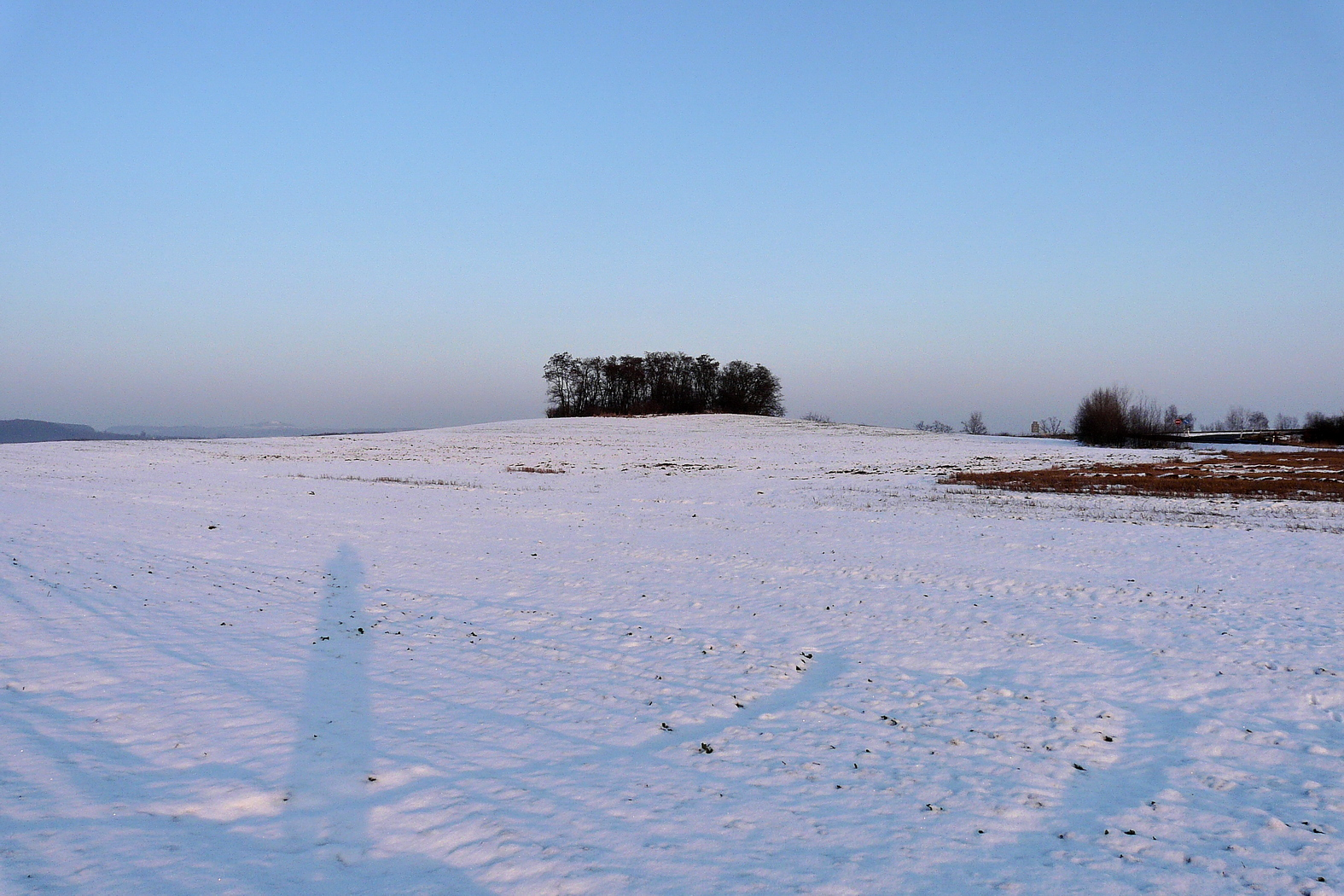
Vrch Kalvárka od jihozápadu v zimě

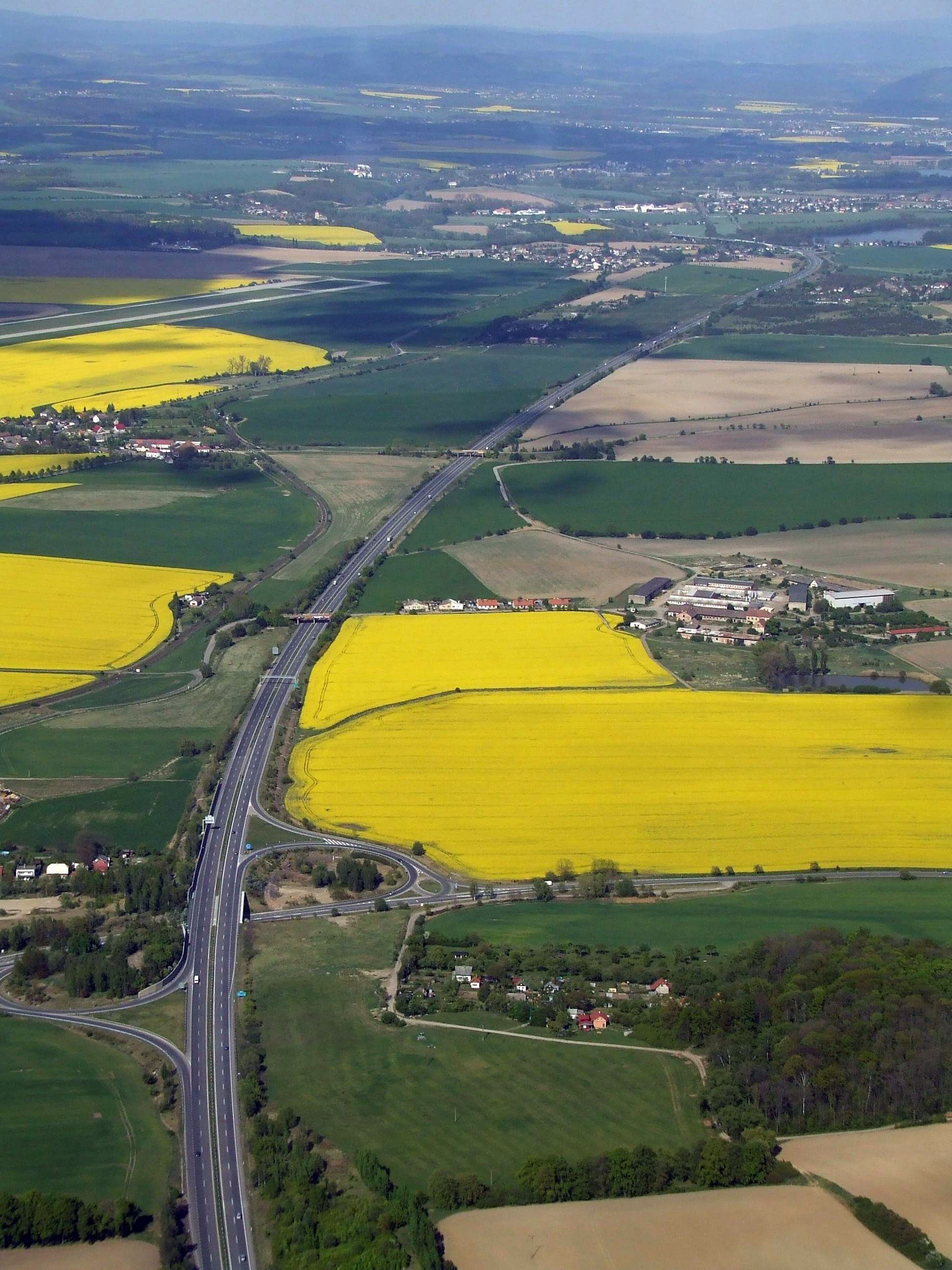
Dálnice D10 - Exit Mnichovo Hradiště, pohled směrem na Turnov

## Geomorfologické členění
Okrsek Mnichovohradišťská kotlina náleží do celku Jičínská pahorkatina a podcelku Turnovská pahorkatina. Dále se člení na podokrsky Příšovická kotlina na severu a Bakovská kotlina na jihu. Kotlina sousedí s dalšími okrsky Turnovské pahorkatiny (Českodubská pahorkatina, Turnovská stupňovina, Vyskeřská vrchovina, Mladoboleslavská kotlina) a s Jizerskou tabulí.

## Nejvyšší vrcholy
Nejvyšším vrcholem Mnichovohradišťské kotliny je Káčov (351 m n. m.).
- Káčov (351 m), Bakovská kotlina
- Doubrava (306 m), Příšovická kotlina
- Jezírka (249 m), Bakovská kotlina
- Kalvárka (241 m), Bakovská kotlina